# Jack Cartwright
Jack Cartwright (Brisbane, 22 settembre 1998) è un nuotatore australiano.

## Palmarès
- Giochi olimpici

Parigi 2024: argento nella 4x100m sl.
- Mondiali

Budapest 2022: oro nella 4x100m sl mista e argento nella 4x100m sl.
Fukuoka 2023: oro nella 4x100m sl e nella 4x100m sl mista.
Doha 2024: argento nella 4x100m sl mista.
- Campionati panpacifici

Tokyo 2018: argento nei 100m sl, nella 4x100m sl e nella 4x200m sl.
- Giochi del Commonwealth

Gold Coast 2018: oro nella 4x100m sl.
- Mondiali giovanili

Singapore 2015: oro nella 4x100m sl e argento nella 4x100m sl mista.